# Alfred Neuland
Alfred Karl Neuland (né le 10 octobre 1895 à Walk - mort le 16 novembre 1966 à Tallinn) est un haltérophile estonien, champion olympique en 1920.

## Carrière
Alfred Neuland remporte la médaille d'or en haltérophilie aux Jeux olympiques d'été de 1920 à Anvers, dans la catégorie légers (60 à 67,5 kg). Il devient ainsi le premier champion olympique estonien.
Quatre ans plus tard à Paris, il devient vice-champion olympique dans la catégorie moyens (67,5 à 75 kg), derrière l'Italien Carlo Galimberti
Il remporte par ailleurs le titre de champion du monde catégorie légers à Tallinn en 1922.

## Palmarès
| Année | Compétition           | Lieu    | Résultat | Catégorie |
| ----- | --------------------- | ------- | -------- | --------- |
| 1920  | Jeux olympiques       | Anvers  | 1er      | Légers    |
| 1922  | Championnats du monde | Tallinn | 1er      | Légers    |
| 1924  | Jeux olympiques       | Paris   | 2e       | Moyens    |

## Hommages
- Un monument lui est élevé en 1995 dans sa ville natale de Valga ; le sculpteur en est Mati Karmin.